# André Desportes (pera)
André Desportes, es el nombre de una variedad cultivar de pera europea Pyrus communis. Esta pera está cultivada en la colección de la Estación Experimental Aula Dei (Zaragoza). Esta pera también está cultivada en diversos viveros entre ellos algunos dedicados a conservación de árboles frutales en peligro de desaparición. Esta pera es originaria de Francia, también muy extendido su cultivo en España (Badajoz, La Coruña, Guipúzcoa, Huesca, Pontevedra, Santander, Zaragoza), y tuvo su mejor época de cultivo comercial en la década de 1960, y actualmente en menor medida aún se encuentra.

## Historia
La variedad de pera "André Desportes" es una creación y obtención de 1849 del viverista de Angers André Leroy, y dedicada al hijo del director comercial del establecimiento.
Consta una descripción del fruto: Leroy, 1867 : 127; Hedrick, 1921 : 122; Soc. Pom. France, 1947 : 227; Baldini y Sacaramuzzi, 1957 : 280, y en E. E. Aula Dei.
En España 'André Desportes' está considerada incluida en las variedades locales autóctonas muy antiguas, cuyo cultivo se centraba en comarcas muy definidas. Se caracterizaban por su buena adaptación a sus ecosistemas y podrían tener interés genético en virtud de su adaptación. Se encontraban diseminadas por todas las regiones fruteras españolas, aunque eran especialmente frecuentes en la España húmeda. Estas se podían clasificar en dos subgrupos: de mesa y de cocina (aunque algunas tenían aptitud mixta).
'André Desportes' es una variedad clasificada como de mesa, difundido su cultivo en el pasado por los viveros comerciales y cuyo cultivo en la actualidad se ha reducido a huertos familiares y jardines privados.

## Características

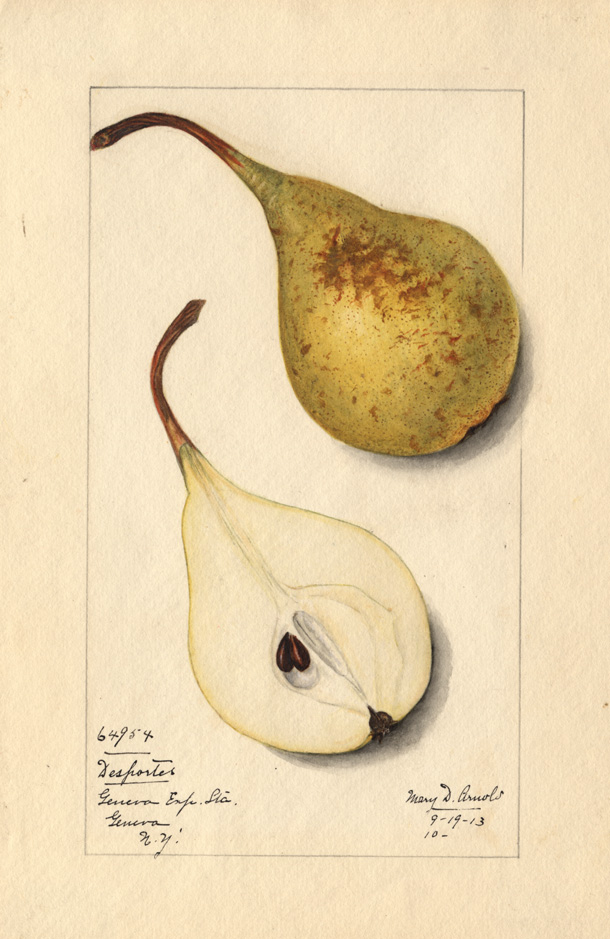
André Desportes.

El peral de la variedad 'André Desportes' tiene un vigor Medio; florece a finales de abril; tubo del cáliz muy ancho con conducto también muy ancho de profundidad muy variable, y sus pistilos están unidos en la base, formando un solo cuerpo carnoso y muy pubescente. Se demuestra que el árbol es productivo y resistente a las enfermedades.
La variedad de pera 'André Desportes' tiene un fruto de tamaño pequeño a medio; forma piriforme, turbinada u ovoide, con cuello poco marcado o sin cuello, ligeramente asimétrico, contorno muy irregular; piel lisa, fina, brillante; con color de fondo verde o verde amarillento, con chapa de 0-1/2 pasando de sonrosado a carmín vivo, presenta un punteado abundante, verdoso con aureola verde poco perceptible sobre la chapa, en las zonas muy coloreadas desaparece la aureola, resaltando mucho el punteado amarillo dándole un aspecto muy llamativo, manchas y maraña también ruginosa, más ásperas por el resto del fruto, "russeting" (pardeamiento áspero superficial que presentan algunas variedades) medio; pedúnculo de longitud corto o medio, de grosor variable, en general fuerte y leñoso, sin engrosar en los extremos, con frecuencia con iniciación de yemas, cavidad del pedúnculo muy estrecha y casi superficial, con borde levemente ondulado o con una parte más alta, algo mamelonado, un ruginoso-"russeting" suave de color cobrizo alrededor de la base del pedúnculo; anchura de la cavidad calicina estrecha o media, generalmente poco profunda, y borde ondulado o ligeramente acostillado; ojo pequeño, abierto, rara vez medio cerrado; sépalos triangulares, cortos, indistintamente convergentes o divergentes, a veces rojizos.
Carne de color blanco amarillenta; textura blanda, medio fundente, algo granulosa, bien jugosa; sabor muy especial, dulce, aromático, bueno; corazón pequeño, elíptico redondeado, bien delimitado, muy próximo al ojo. Eje hueco. Celdillas medianas. Semillas de tamaño muy pequeño, con cuello y ligeramente espolonadas, de color castaño amarillento o rojizo.
La pera 'André Desportes' tiene una época de maduración tercera decena de junio, primera de julio (en E. E. Aula Dei de Zaragoza). Aguanta en buenas condiciones hasta tres meses de almacenamiento en un ambiente refrigerado. Se usa como pera de mesa fresca, y en cocina para hacer jaleas.